# Patton (film)
Pour les articles homonymes, voir Patton.
Pour plus de détails, voir Fiche technique et Distribution.
Patton est un film de guerre et un biopic américain réalisé par Franklin J. Schaffner sorti en 1970, ayant pour sujet le général George Patton.
Malgré la longueur du film (2h52), on y voit très peu de scènes de batailles, toute l'attention étant portée sur la personnalité de ce général atypique.
En 2003, le film est sélectionné par le National Film Registry pour être conservé à la Bibliothèque du Congrès aux États-Unis pour son « importance culturelle, historique ou esthétique ».

## Synopsis
En 1943, George S. Patton arrive en Tunisie, nommé par Dwight D. Eisenhower, afin de prendre le commandement des troupes américaines — après la débâcle de Kasserine face à l'Afrikakorps de Erwin Rommel — et d'y mener la campagne de Tunisie.
Ce général pas comme les autres, féru d'histoire et croyant en la réincarnation, était selon lui né pour se battre. Craint par les Allemands, adulé de ses troupes, et peu apprécié par les autres généraux alliés (spécialement le maréchal Montgomery), Patton n'avait en fait qu'un véritable adversaire : lui-même.

## Fiche technique
- Titre : Patton
- Réalisation : Franklin J. Schaffner
- Scénario : Francis Ford Coppola et Edmund H. North, d'après les livres Patton: Ordeal And Triumph de Ladislas Farago (en) et A General's Life: An Autobiography d'Omar Bradley
- Musique : Jerry Goldsmith
- Direction artistique : Urie McCleary
- Décors : Antonio Mateos et Pierre-Louis Thévenet
- Photographie : Fred J. Koenekamp
- Son : Gil Parrondo, James Corcoran, Douglas O. Williams, Murray Spivack, Don Bassman et Ted Soderberg
- Montage : Hugh S. Fowler
- Production : Frank McCarthy et Franklin J. Schaffner, Frank Caffey (production associée)
- Société de production : 20th Century Fox Corporation
- Société de distribution : 20th Century Fox
- Budget : 12,6 millions $[1]
- Pays de production :  États-Unis
- Langue originale : anglais (avec quelques dialogues en allemand, en français, en russe, en arabe et en italien)
- Format : couleur (De Luxe) —  70 mm — 2,20:1 — son stéréo 6 pistes
- Genre : Guerre, biopic
- Durée : 172 minutes
- Dates de sortie :
  - États-Unis : 4 février 1970 (première à New York), 2 avril 1970 (sortie nationale)
  - France : 24 avril 1970
- Classification : tous publics lors de sa sortie en France
- Affiche : René Ferracci (France)

## Distribution
- George C. Scott (VF: Claude Joseph) : George Patton
- Karl Malden (VF : William Sabatier) : Omar Bradley
- Michael Bates (VF : Roger Carel) : Bernard Montgomery
- Edward Binns (VF : Jean-Claude Michel) : Walter Bedell Smith
- Lawrence Dobkin (VF : Jacques Deschamps) : Colonel Brian Bell
- John Doucette : Lucian K. Truscott
- James Edwards (VF : Bachir Touré) : Sergent William George Meeks
- Frank Latimore : Lieutenant-colonel Henry Davenport
- Harry Morgan (VF : Gérard Férat) : Sénateur Clayburn Foss
- Richard Münch : Général Alfred Jodl
- Morgan Paull : Capitaine Richard N. Jenson
- Siegfried Rauch : Capitaine Oskar Steiger
- Paul Stevens (VF : Marc Cassot) : Lieutenant-colonel Charles R. Codman (en)
- Michael Strong (VF : Marc de Georgi) : Brigadier-general Hobart Carver
- Karl-Michael Vogler : Feldmarschall Erwin Rommel
- Stephen Young (VF : Georges Poujouly) : Capitaine Chester B. Hansen
- Peter Barkworth (en) :	Colonel John Welkin
- John Barrie (en) : Air Vice-Marshal Sir Arthur Coningham
- David Bauer (en) : Lieutenant-general Harry Buford
- Tim Considine :  Soldat giflé par Patton
- Albert Dumortier (VF : Jean Berger) : Ministre marocain
- Gerald Flood : Air Chief Marshal Sir Arthur Tedder
- Jack Gwillim (VF : René Bériard) : Général Sir Harold Alexander
- David Healy (VF : Daniel Gall) : Clergyman
- Bill Hickman (en) : Chauffeur du général Patton
- Carey Loftin : Chauffeur du général Bradley
- Sandy McPeak (en) : Correspondant de guerre
- Alan MacNaughtan (en) (VF : Raymond Loyer) : Officier instructeur britannique
- Lionel Murton (en) : Aumonier de la troisième armée
- Clint Ritchie (en) (VF : Dominique Paturel) : Capitaine de blindé
- Douglas Wilmer : Major-general Francis de Guingand
- Pat Zurica : First-lieutenant Alexander Stiller

## Production
Le tournage de Patton s'est déroulé du 3 février à août 1969, essentiellement dans les pays méditerranéens : Algérie (Timgad) ; Espagne : Cabo de Gata et Almería (Andalousie), La Granja (Castille-et-León), Ségovie ; Grèce : Crète ; Italie ; Maroc : Volubilis, Meknès, Rabat, Casablanca.

## Musique
Le célèbre compositeur Lalo Schifrin a déclaré à propos de la musique du film : « L'une des rares compositions qui pourraient me rendre jaloux. Une telle créativité dans le registre de la musique militaire, c'est extraordinaire. C'est beau comme du Beethoven et inventif comme du Varèse. »

## Box-office
Patton a rencontré un succès commercial lors de sa sortie en salles, totalisant 61 749 765 $ de recettes au box-office américain, étant rentable au vu de son budget de production de 12 millions. En France, le long-métrage ne rencontre pas le même succès, puisqu'il ne totalise que 692 200 entrées.

## Récompenses
- Sept Oscars en 1971 : meilleur film, meilleur réalisateur, Oscar du meilleur scénario, meilleur acteur (George C. Scott), meilleure direction artistique, meilleur montage, meilleur son.
- Golden Globe du meilleur acteur (George C. Scott).

## Autour du film
- George C. Scott fut le premier acteur à refuser son Oscars du cinéma, s'opposant à cette compétition, notamment dans un télégramme adressé à l'Académie des Oscars. Il n'aimait pas cet éloge de la concurrence entre acteurs[7].
- Comme pour beaucoup de films à caractère historique d'époque, les véhicules blindés utilisés n'ont rien à voir avec ceux d'origine qu'ils sont censés représenter. Les chars, par exemple, qu'ils soient américains ou allemands, sont tous de type M46/M47/M48 Patton.
- La scène où Patton tire au pistolet sur les avions allemands est fausse, il n'a jamais fait cela. Mais les historiens pensent qu´il était dans son tempérament de le faire.